# Samoana jackieburchi
Samoana jackieburchi foi uma espécie de gastrópodes da família Partulidae. Está extinta como resultado da introdução da espécie predadora Euglandina rosea.
Foi endémica da Polinésia Francesa.